# Charles de Rochefort (pastor)

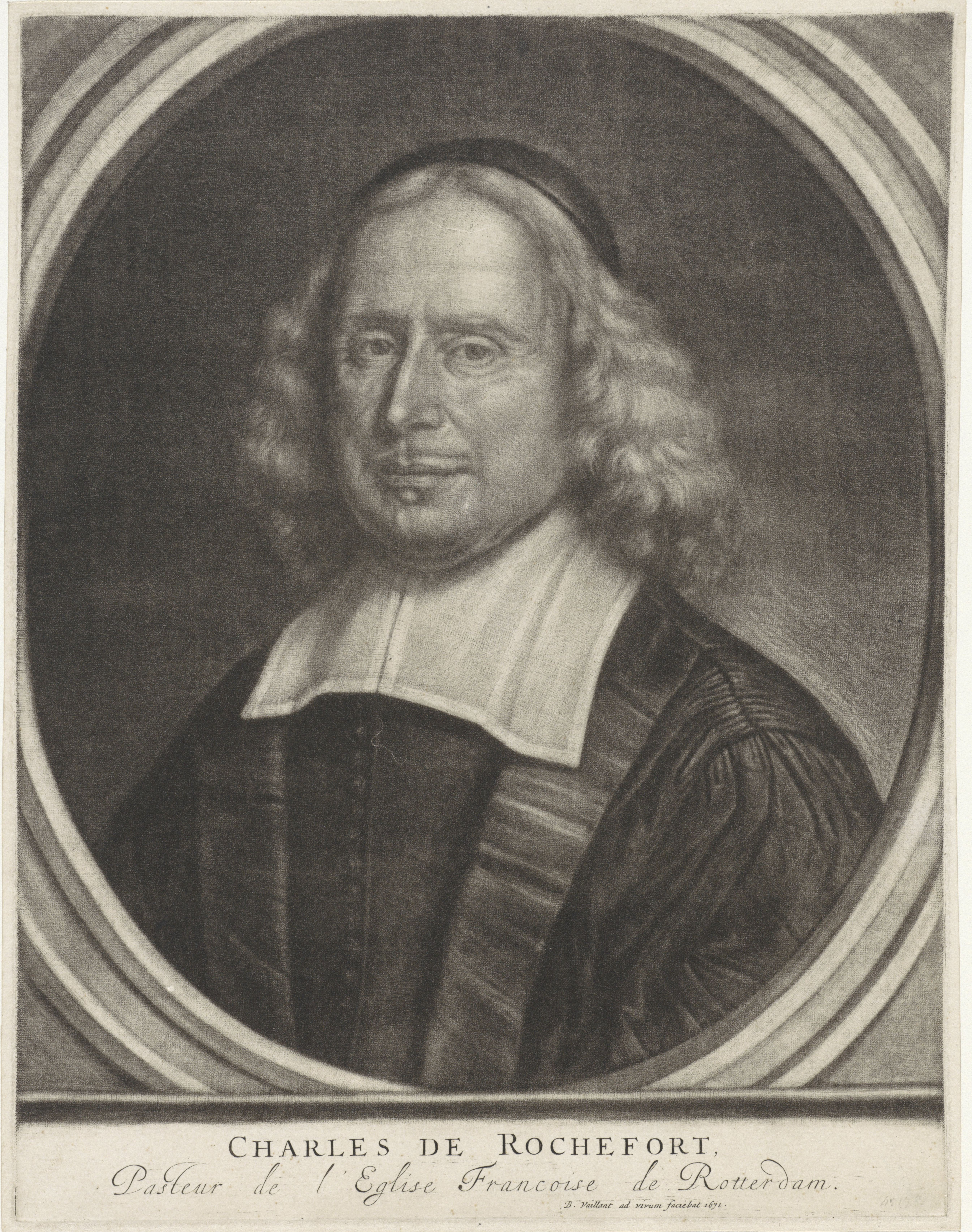
Charles de Rochefort

Charles de Rochefort (1605 - 1683) foi um pastor protestante e escritor francês estabelecido na Holanda. Ele viajou para o Caribe e publicou duas obras com em suas próprias observações e nos escritos de autores anteriores, principalmente do padre dominicano Jean-Baptiste Du Terte (1610-87). Provavelmente fora enviado ao Novo Mundo para ser ministro ou capelão de uma comunidade de protestantes de língua francesa no Caribe.
Muitas vezes confundido com César de Rochefort, é o suposto autor de l'Histoire Naturelle et Morale des isles Antilles de l'Amérique (História Natural e Moral das Antilhas) publicado em 1658 em Roterdão. Este trabalho foi logo traduzido para o holandês (1662), inglês (1666) e alemão (1668). Alguns o acusaram de publicar uma obra de propaganda para o governador da ilha caribenha de São Cristóvão, Philippe de Longvilliers de Poincy, sendo o prefácio assinado em três iniciais "LDP".
Ele retornou em 1665 para publicar em Leida a obra Le Tableau de l'isle de Tabago ou de la Nouvelle-Oüalchre, l'une des isles Antilles de l'Amérique que conta sua provável passagem na colônia irmãos Lampsins em Tobago.
Charles de Rochefort foi severamente criticado pelo dominicano Jean-Baptiste Du Tertre por plagiar parte dum manuscrito de Du Tertre que ele tardou em publicar. Embora Du Tertre o tenha denunciado (sem nomeá-lo) em 1654 em sua primeira edição, suas críticas se tornaram particularmente virulentas no  reedição de 1667-1671 enquanto o dominicano atacava a veracidade de determinados fatos históricos relatados pelo pastor em 1658.